# Portugalska cisterna, Mazagan
Portugalska cisterna je zgodovinska cisterna v El Džadidi v Maroku. Je pod citadelo v središču zgodovinskega portugalskega utrjenega mesta Mazagan. Je razvrščen kot spomenik kulturne dediščine v Maroku in je skupaj s preostalim starim obzidanim mestom del Unescove svetovne dediščine.

## Zgodovina
Cisterna je bila zgrajena pod Citadelo, prvotno utrdbo in prvo stalno zgradbo, ki so jo Portugalci leta 1514 zgradili na tem mestu, preden so jo leta 1541 razširili v večjo obzidano trdnjavo. Prvotna funkcija komore ni jasna. Morda je bila orožarna, vojašnica ali kašča, vendar je zabeleženo, da je bila leta 1541 spremenjena v cisterno. Zasnoval jo je arhitekt Miguel de Arruda, vendar so bila gradbena dela zaupana João de Castilhu. Cisterna je bila uporabljena kot prizorišče snemanja več filmov, od katerih je mednarodno najbolj znan Othello Orsona Wellesa.

## Arhitektura
Pol-podzemna komora ima približno kvadratni tloris, ki ima stranico okoli 33 do 34 metrov na stran, zgrajena je bila s petimi vrstami petih kamnitih stebrov in slopov. Dvorana je zgrajena v poznem gotskem slogu, znanem kot manuelin. Okrogla odprtina v središču komore je služila za zbiranje deževnice.
Cisterna je danes znana po vizualnem vtisu, ki ga ustvari tanka plast vode, ki pokriva tla, ki ustvarja nenehno spreminjajoče se odseve iz ene same svetlobe skozi osrednjo luknjo v stropu.